# Liga ACB 2020-21
La temporada 2020-21 de la Liga ACB fue la 38.ª temporada de la liga española de clubes de baloncesto de la era ACB. La temporada regular se disputó del 19 de septiembre de 2020 al 23 de mayo de 2021. Los playoffs comenzaron el 31 de mayo y finalizaron el 15 de junio con el Barça coronándose campeón de liga.

## Equipos participantes
Estos son los equipos que participarán en la temporada 2020-21:
| Equipo                  | Pabellón                             | Capacidad | Fundación |
| ----------------------- | ------------------------------------ | --------- | --------- |
| BAXI Manresa            | Pavello Nou Congost                  | 5000      | 1931      |
| Casademont Zaragoza     | Pabellón Príncipe Felipe             | 10 744    | 2002      |
| Club Joventut Badalona  | Palacio Mun. De Deportes De Badalona | 8500      | 1930      |
| Coosur Real Betis       | Palacio Municipal Deportes San Pablo | 7626      | 1987      |
| Barça                   | Palau Blaugrana                      | 7585      | 1926      |
| Acunsa GBC              | Donostia Arena                       | 11 500    | 2001      |
| Herbalife Gran Canaria  | Gran Canaria Arena                   | 9875      | 1963      |
| Iberostar Tenerife      | Pabellón Insular Santiago Martín     | 5000      | 1939      |
| Monbus Obradoiro        | Multiusos Fontes do Sar              | 5060      | 1970      |
| MoraBanc Andorra        | M.I. Govern Andorra                  | 5000      | 1970      |
| Movistar Estudiantes    | WiZink Center                        | 13 109    | 1948      |
| Real Madrid             | WiZink Center                        | 13 109    | 1931      |
| RETAbet Bilbao Basket   | Bilbao Arena                         | 10 014    | 2000      |
| Hereda San Pablo Burgos | Coliseum Burgos                      | 9454      | 1994      |
| TD Systems Baskonia     | Fernando Buesa Arena                 | 15 504    | 1959      |
| Unicaja Málaga          | Martín Carpena                       | 10 642    | 1977      |
| UCAM Murcia             | Palacio de los Deportes de Murcia    | 7454      | 1985      |
| Urbas Fuenlabrada       | Polideportivo Fernando Martin        | 5700      | 1981      |
| Valencia Basket         | Pabellón Municipal Fuente San Luis   | 9000      | 1986      |

### Equipos por territorios
| Comunidad autónoma    | N.º | Equipos                                               |
| --------------------- | --- | ----------------------------------------------------- |
| Comunidad de Madrid   | 3   | Urbas Fuenlabrada, Movistar Estudiantes y Real Madrid |
| Cataluña              | 3   | BAXI Manresa, Club Joventut de Badalona y Barça       |
| País Vasco            | 3   | Kirolbet Baskonia, RETAbet Bilbao Basket y Acunsa GBC |
| Canarias              | 2   | Herbalife Gran Canaria e Iberostar Tenerife           |
| Andalucía             | 2   | Coosur Real Betis y Unicaja Málaga                    |
| Aragón                | 1   | Casademont Zaragoza                                   |
| Castilla y León       | 1   | San Pablo Burgos                                      |
| Comunidad Valenciana  | 1   | Valencia Basket                                       |
| Región de Murcia      | 1   | UCAM Murcia                                           |
| Principado de Andorra | 1   | MoraBanc Andorra                                      |
| Galicia               | 1   | Monbus Obradoiro                                      |

### Arbitraje
Los árbitros de cada partido fueron designados por una comisión creada para tal objetivo e integrada por representantes de la ACB y la FEB. En la temporada 2020/21, los 38 colegiados de la categoría serán los siguientes (se muestra entre paréntesis su antigüedad en la categoría):
- 5 - Daniel Hierrezuelo Navas (26) (Árbitro Euroliga) (2001)
- 15 - Juan Carlos García González (24) (Árbitro Euroliga) (2003)
- 20 - Òscar Perea Lorente (21)
- 21 - Vicente Bultó Estébanez (29) (Árbitro FIBA) (2001)
- 22 - Francisco Araña Santana (21) (Árbitro FIBA) (2007)
- 27 - Antonio Conde Ruiz (20) (Árbitro FIBA) (2004)
- 31 - Carlos Peruga Embid (20) (Árbitro Euroliga) (2012)
- 33 - Miguel Ángel Pérez Pérez (22) (Árbitro Euroliga) (2003)
- 35 - Emilio Pérez Pizarro (21) (Árbitro Euroliga) (2003)
- 43 - Benjamín Jiménez Trujillo (17) (Árbitro Euroliga) (2011)
- 44 - Carlos Cortés Rey (18) (Árbitro Euroliga) (2010)
- 50 - Luis Miguel Castillo Larroca (14) (Árbitro FIBA) (2015)
- 52 - Jacobo Rial Barreiro (12)
- 53 - Rubén Sánchez Mohedas (12)
- 54 - Fernando Calatrava Cuevas (11) (Árbitro FIBA) (2003)
- 55 - Jorge Martínez Fernández (11)
- 57 - Sergio Manuel Rodríguez (9) (Árbitro FIBA) (2019)
- 59 - Juan de Dios Oyón Cauqui (9)
- 60 - Rafael Serrano Velázquez (8)
- 61 - Jordi Aliaga Solé (8) (Árbitro Euroliga) (2016)
- 63 - Martín Caballero Madrid (7)
- 64 - Raúl Zamorano Sánchez (6) (Árbitro FIBA) (2019)
- 65 - Esperanza Mendoza Holgado (4) (Árbitro FIBA) (2017)
- 66 - Alfonso Olivares Iglesias (4)
- 67 - Arnau Padrós Feliu (4)
- 68 - Alberto Sánchez Sixto (4) (Árbitro FIBA) (2019)
- 69 - Javier Torres Sánchez (4) (Árbitro FIBA) (2019)
- 70 - Alberto Baena Arroyo (3)
- 71 - Iyán González Gálvez (3)
- 72 - Carlos Merino Campos (3)
- 73 - Yasmina Alcaraz Moreno (2) (Árbitro FIBA) (2019)
- 74 - Joaquín García González (2)
- 75 - Roberto Lucas Martínez (2)
- 76 - Vicente Martínez Silla (2)
- 77 - David Sánchez Benito (2)
- 78 - Cristóbal Sánchez Cutillas (2)
- 79 - Fabio Fernández Esteban (1) – debutante
- 80 - Andrés Fernández Carretero (1) – debutante

## Detalles de la competición liguera

### Clasificación de la liga regular
| Pos. | Equipo                   | PJ | G  | P  | PF   | PC   | DP   | Clasificación o descenso     |
| ---- | ------------------------ | -- | -- | -- | ---- | ---- | ---- | ---------------------------- |
| 1    | Real Madrid              | 36 | 34 | 2  | 3132 | 2741 | +391 | Clasificación a los playoffs |
| 2    | Barça                    | 36 | 32 | 4  | 3162 | 2621 | +541 | Clasificación a los playoffs |
| 3    | Lenovo Tenerife          | 36 | 27 | 9  | 3148 | 2861 | +287 | Clasificación a los playoffs |
| 4    | Valencia Basket          | 36 | 24 | 12 | 3107 | 2917 | +190 | Clasificación a los playoffs |
| 5    | TD Systems Baskonia      | 36 | 23 | 13 | 2952 | 2814 | +138 | Clasificación a los playoffs |
| 6    | Hereda San Pablo Burgos  | 36 | 22 | 14 | 3130 | 2996 | +134 | Clasificación a los playoffs |
| 7    | Club Joventut Badalona   | 36 | 20 | 16 | 3089 | 3070 | +19  | Clasificación a los playoffs |
| 8    | Herbalife Gran Canaria   | 36 | 18 | 18 | 2931 | 3004 | −73  | Clasificación a los playoffs |
| 9    | MoraBanc Andorra         | 36 | 17 | 19 | 2850 | 2866 | −16  |                              |
| 10   | Baxi Manresa             | 36 | 17 | 19 | 3017 | 3134 | −117 |                              |
| 11   | Unicaja                  | 36 | 17 | 19 | 3014 | 2997 | +17  |                              |
| 12   | UCAM Murcia              | 36 | 16 | 20 | 2924 | 2951 | −27  |                              |
| 13   | Casademont Zaragoza      | 36 | 14 | 22 | 3217 | 3189 | +28  |                              |
| 14   | Monbus Obradoiro         | 36 | 12 | 24 | 2888 | 3015 | −127 |                              |
| 15   | Urbas Fuenlabrada        | 36 | 12 | 24 | 2920 | 3019 | −99  |                              |
| 16   | Coosur Real Betis        | 36 | 11 | 25 | 2786 | 3032 | −246 |                              |
| 17   | RETAbet Bilbao Basket    | 36 | 10 | 26 | 2880 | 3118 | −238 |                              |
| 18   | Movistar Estudiantes (R) | 36 | 9  | 27 | 2969 | 3185 | −216 | Descenso a la LEB Oro        |
| 19   | Acunsa GBC (R)           | 36 | 7  | 29 | 2650 | 3146 | −496 | Descenso a la LEB Oro        |

 Fuente: ACB

### Tabla de resultados cruzados
| Local \ Visitante       | BAR    | BET     | RBB     | GBC    | JOV    | HGC    | IBT    | TDS   | MOB    | URF    | MBA   | MOV     | RMB   | BUR    | ZGZ    | UCM    | UNI   | VBC    | BAX     |
| ----------------------- | ------ | ------- | ------- | ------ | ------ | ------ | ------ | ----- | ------ | ------ | ----- | ------- | ----- | ------ | ------ | ------ | ----- | ------ | ------- |
| Barça Lassa             | —      | 82–53   | 82–64   | 87–60  | 88–74  | 91–63  | 81–74  | 87–74 | 76–70  | 81–79  | 82–71 | 98–68   | 85–87 | 89–86  | 107–88 | 92–63  | 79–55 | 90–100 | 97–89   |
| Coosur Real Betis       | 58–109 | —       | 89–96   | 74–62  | 57–78  | 69–74  | 82–93  | 73–77 | 88–87  | 86–79  | 69–61 | 80–81   | 65–84 | 76–85  | 82–85  | 55–84  | 78–75 | 95–85  | 86–70   |
| RETAbet Bilbao Basket   | 73–90  | 86–84   | —       | 81–80  | 94–73  | 71–92  | 70–81  | 72–85 | 99–81  | 87–82  | 76–85 | 77–78   | 83–85 | 98–89  | 73–96  | 63–73  | 75–91 | 73–106 | 96–108  |
| Acunsa GBC              | 68–110 | 68–91   | 74–97   | —      | 68–99  | 65–79  | 89–87  | 63–81 | 66–79  | 72–100 | 86–82 | 81–79   | 70–86 | 77–90  | 70–67  | 78–88  | 75–81 | 78–60  | 71–78   |
| Divina Seguros Joventut | 62–80  | 78–88   | 88–81   | 90–94  | —      | 84–103 | 90–85  | 83–82 | 91–84  | 80–75  | 99–92 | 97–70   | 64–87 | 78–95  | 88–81  | 104–93 | 81–73 | 80–91  | 96–68   |
| Herbalife Gran Canaria  | 74–92  | 78–54   | 107–102 | 90–81  | 96–85  | —      | 87–108 | 71–75 | 75–85  | 87–71  | 62–79 | 97–94   | 65–90 | 83–74  | 84–76  | 91–81  | 80–84 | 92–86  | 83–77   |
| Iberostar Tenerife      | 72–96  | 77–73   | 86–67   | 98–69  | 86–82  | 99–80  | —      | 79–81 | 107–62 | 91–87  | 93–81 | 101–77  | 85–92 | 84–79  | 91–86  | 85–78  | 79–61 | 90–86  | 85–70   |
| TD Systems Baskonia     | 82–71  | 103–76  | 82–68   | 83–71  | 71–79  | 78–99  | 79–72  | —     | 80–74  | 90–74  | 84–67 | 96–92   | 74–85 | 83–94  | 89–61  | 75–83  | 70–79 | 76–73  | 87–68   |
| Monbus Obradoiro        | 75–78  | 87–80   | 80–72   | 85–76  | 83–87  | 89–88  | 71–97  | 78–87 | —      | 101–82 | 79–51 | 87–91   | 71–87 | 63–78  | 102–91 | 80–83  | 83–85 | 77–78  | 90–87   |
| Urbas Fuenlabrada       | 67–83  | 101–77  | 70–74   | 78–74  | 93–84  | 102–81 | 98–65  | 73–89 | 84–82  | —      | 65–75 | 81–82   | 76–90 | 89–83  | 82–81  | 70–82  | 68–85 | 61–68  | 100–102 |
| MoraBanc Andorra        | 63–79  | 72–55   | 72–70   | 105–71 | 87–89  | 86–81  | 83–89  | 68–82 | 90–71  | 85–71  | —     | 81–73   | 69–75 | 87–82  | 83–98  | 84–66  | 78–81 | 84–72  | 92–86   |
| Movistar Estudiantes    | 78–92  | 82–96   | 95–89   | 80–61  | 83–90  | 94–68  | 64–90  | 84–86 | 83–94  | 86–87  | 97–85 | —       | 65–79 | 82–88  | 73–79  | 75–85  | 90–92 | 81–86  | 84–88   |
| Real Madrid             | 82–87  | 95–77   | 70–59   | 97–71  | 101–92 | 81–80  | 84–76  | 92–83 | 84–77  | 79–68  | 86–79 | 93–77   | —     | 96–81  | 102–83 | 98–87  | 91–84 | 69–79  | 100–78  |
| Hereda San Pablo Burgos | 77–93  | 95–77   | 96–86   | 79–90  | 86–79  | 92–60  | 86–98  | 91–89 | 83–77  | 78–99  | 82–68 | 91–71   | 60–74 | —      | 95–98  | 89–84  | 95–83 | 78–83  | 91–80   |
| Casademont Zaragoza     | 85–97  | 96–95   | 105–76  | 88–71  | 95–100 | 88–71  | 86–98  | 89–92 | 83–70  | 105–85 | 99–89 | 104–113 | 89–98 | 86–100 | —      | 98–86  | 63–92 | 76–85  | 102–103 |
| UCAM Murcia             | 77–73  | 74–72   | 82–90   | 90–73  | 84–91  | 74–78  | 82–84  | 92–87 | 93–76  | 84–81  | 76–79 | 93–80   | 58–74 | 75–81  | 91–68  | —      | 81–68 | 66–80  | 93–103  |
| Unicaja                 | 70–79  | 111–114 | 88–74   | 104–69 | 102–93 | 82–76  | 79–86  | 79–91 | 82–76  | 84–90  | 85–92 | 91–77   | 90–96 | 93–101 | 78–101 | 102–81 | —     | 85–89  | 86–90   |
| Valencia Basket         | 64–80  | 89–81   | 99–90   | 101–75 | 89–102 | 101–85 | 89–95  | 83–61 | 97–82  | 96–76  | 91–76 | 100–89  | 78–86 | 81–99  | 93–84  | 89–78  | 66–71 | —      | 112–82  |
| Baxi Manresa            | 76–99  | 93–81   | 94–88   | 91–83  | 85–80  | 64–71  | 80–88  | 71–68 | 76–80  | 90–76  | 64–69 | 102–101 | 76–77 | 87–101 | 92–82  | 85–84  | 90–83 | 74–82  | —       |

### Playoffs por el título
|  | Cuartos de final 31 de mayo - 5 de junio | Cuartos de final 31 de mayo - 5 de junio | Cuartos de final 31 de mayo - 5 de junio | Cuartos de final 31 de mayo - 5 de junio | Cuartos de final 31 de mayo - 5 de junio | Cuartos de final 31 de mayo - 5 de junio |               |               | Semifinales 6-11 de junio | Semifinales 6-11 de junio | Semifinales 6-11 de junio | Semifinales 6-11 de junio | Semifinales 6-11 de junio | Semifinales 6-11 de junio |  |  | Finales 13-17 de junio | Finales 13-17 de junio | Finales 13-17 de junio | Finales 13-17 de junio | Finales 13-17 de junio | Finales 13-17 de junio |
|  |                                          |                                          |                                          |                                          |                                          |                                          |               |               |                           |                           |                           |                           |                           |                           |  |  |                        |                        |                        |                        |                        |                        |
|  | Playoffs ACB 2020-21                     |                                          |                                          |                                          |                                          |                                          |               |               |                           |                           |                           |                           |                           |                           |  |  |                        |                        |                        |                        |                        |                        |
|  |                                          |                                          |                                          |                                          |                                          |                                          |               |               |                           |                           |                           |                           |                           |                           |  |  |                        |                        |                        |                        |                        |                        |
|  | 1 Real Madrid                            | 1 Real Madrid                            | 1 Real Madrid                            | 1 Real Madrid                            | 103                                      | 81                                       |               |               |                           |                           |                           |                           |                           |                           |  |  |                        |                        |                        |                        |                        |                        |
|  | 1 Real Madrid                            | 1 Real Madrid                            | 1 Real Madrid                            | 1 Real Madrid                            | 103                                      | 81                                       |               |               |                           |                           |                           |                           |                           |                           |  |  |                        |                        |                        |                        |                        |                        |
|  | 8 Herbalife Gran Canaria                 | 8 Herbalife Gran Canaria                 | 8 Herbalife Gran Canaria                 | 8 Herbalife Gran Canaria                 | 79                                       | 75                                       |               |               |                           |                           |                           |                           |                           |                           |  |  |                        |                        |                        |                        |                        |                        |
|  | 8 Herbalife Gran Canaria                 | 8 Herbalife Gran Canaria                 | 8 Herbalife Gran Canaria                 | 8 Herbalife Gran Canaria                 | 79                                       | 75                                       | 1 Real Madrid | 1 Real Madrid | 1 Real Madrid             | 81                        | 67                        | 80                        |                           |                           |  |  |                        |                        |                        |                        |                        |                        |
|  |                                          |                                          |                                          |                                          |                                          |                                          | 1 Real Madrid | 1 Real Madrid | 1 Real Madrid             | 81                        | 67                        | 80                        |                           |                           |  |  |                        |                        |                        |                        |                        |                        |
|  |                                          | 4 Valencia Basket                        | 4 Valencia Basket                        | 4 Valencia Basket                        | 70                                       | 85                                       | 77            |               |                           |                           |                           |                           |                           |                           |  |  |                        |                        |                        |                        |                        |                        |
|  | 4 Valencia Basket                        | 4 Valencia Basket                        | 4 Valencia Basket                        | 4 Valencia Basket                        | 70                                       | 85                                       | 77            | 87            | 65                        | 78                        |                           |                           |                           |                           |  |  |                        |                        |                        |                        |                        |                        |
|  | 4 Valencia Basket                        | 4 Valencia Basket                        | 4 Valencia Basket                        |                                          |                                          |                                          |               |               |                           | 78                        |                           |                           |                           |                           |  |  |                        |                        |                        |                        |                        |                        |
|  | 5 TD Systems Baskonia                    | 5 TD Systems Baskonia                    | 5 TD Systems Baskonia                    | 86                                       | 76                                       | 73                                       |               |               |                           |                           |                           |                           |                           |                           |  |  |                        |                        |                        |                        |                        |                        |
|  | 5 TD Systems Baskonia                    | 5 TD Systems Baskonia                    | 5 TD Systems Baskonia                    | 86                                       | 76                                       | 73                                       | 1 Real Madrid | 1 Real Madrid | 1 Real Madrid             | 1 Real Madrid             | 75                        | 73                        |                           |                           |  |  |                        |                        |                        |                        |                        |                        |
|  |                                          |                                          |                                          |                                          |                                          |                                          | 1 Real Madrid | 1 Real Madrid | 1 Real Madrid             | 1 Real Madrid             | 75                        | 73                        |                           |                           |  |  |                        |                        |                        |                        |                        |                        |
|  |                                          | 2 Barça                                  | 2 Barça                                  | 2 Barça                                  | 2 Barça                                  | 89                                       | 92            |               |                           |                           |                           |                           |                           |                           |  |  |                        |                        |                        |                        |                        |                        |
|  | 2 Barça                                  | 2 Barça                                  | 2 Barça                                  | 2 Barça                                  | 2 Barça                                  | 89                                       | 92            | 84            | 63                        | 94                        |                           |                           |                           |                           |  |  |                        |                        |                        |                        |                        |                        |
|  | 2 Barça                                  | 2 Barça                                  | 2 Barça                                  |                                          |                                          |                                          |               |               |                           | 94                        |                           |                           |                           |                           |  |  |                        |                        |                        |                        |                        |                        |
|  | 7 Club Joventut Badalona                 | 7 Club Joventut Badalona                 | 7 Club Joventut Badalona                 | 74                                       | 72                                       | 73                                       |               |               |                           |                           |                           |                           |                           |                           |  |  |                        |                        |                        |                        |                        |                        |
|  | 7 Club Joventut Badalona                 | 7 Club Joventut Badalona                 | 7 Club Joventut Badalona                 | 74                                       | 72                                       | 73                                       | 2 Barça       | 2 Barça       | 2 Barça                   | 112                       | 68                        | 89                        |                           |                           |  |  |                        |                        |                        |                        |                        |                        |
|  |                                          |                                          |                                          |                                          |                                          |                                          | 2 Barça       | 2 Barça       | 2 Barça                   | 112                       | 68                        | 89                        |                           |                           |  |  |                        |                        |                        |                        |                        |                        |
|  |                                          | 3 Lenovo Tenerife                        | 3 Lenovo Tenerife                        | 3 Lenovo Tenerife                        | 69                                       | 80                                       | 72            |               |                           |                           |                           |                           |                           |                           |  |  |                        |                        |                        |                        |                        |                        |
|  | 3 Lenovo Tenerife                        | 3 Lenovo Tenerife                        | 3 Lenovo Tenerife                        | 3 Lenovo Tenerife                        | 69                                       | 80                                       | 72            | 86            | 92                        |                           |                           |                           |                           |                           |  |  |                        |                        |                        |                        |                        |                        |
|  | 3 Lenovo Tenerife                        | 3 Lenovo Tenerife                        | 3 Lenovo Tenerife                        | 3 Lenovo Tenerife                        |                                          |                                          |               |               |                           |                           |                           |                           |                           |                           |  |  |                        |                        |                        |                        |                        |                        |
|  | 6 Hereda San Pablo Burgos                | 6 Hereda San Pablo Burgos                | 6 Hereda San Pablo Burgos                | 6 Hereda San Pablo Burgos                | 78                                       | 68                                       |               |               |                           |                           |                           |                           |                           |                           |  |  |                        |                        |                        |                        |                        |                        |
|  | 6 Hereda San Pablo Burgos                | 6 Hereda San Pablo Burgos                | 6 Hereda San Pablo Burgos                | 6 Hereda San Pablo Burgos                | 78                                       | 68                                       |               |               |                           |                           |                           |                           |                           |                           |  |  |                        |                        |                        |                        |                        |                        |

## Galardones

### Jugador de la jornada
(de acuerdo a la página oficial de la competición) 
| Jornada | Jugador (club)                                  | Valoración |
| ------- | ----------------------------------------------- | ---------- |
| 1       | Laurynas Birutis (Monbus Obradoiro)             | 42         |
| 2       | Nikola Mirotić (Barça)                          | 29         |
| 2       | Dejan Kravić (Herbalife Gran Canaria)           | 29         |
| 3       | Nicolás Laprovittola (Real Madrid)              | 32         |
| 4       | Melo Trimble (Urbas Fuenlabrada)                | 37         |
| 5       | Giorgi Shermadini (Iberostar Tenerife)          | 29         |
| 5       | Jaime Echenique (Acunsa GBC)                    | 29         |
| 6       | Marc García (Urbas Fuenlabrada)                 | 39         |
| 7       | Alex Renfroe (Hereda San Pablo Burgos)          | 36         |
| 8       | Jeremy Senglin (Morabanc Andorra)               | 35         |
| 9       | Laurynas Birutis (Monbus Obradoiro)             | 37         |
| 10      | Emanuel Cate (UCAM Murcia)                      | 34         |
| 11      | Jasiel Rivero (Hereda San Pablo Burgos)         | 30         |
| 12      | Ondřej Balvín (RETAbet Bilbao Basket)           | 41         |
| 13      | Xabier López-Arostegui (Club Joventut Badalona) | 39         |
| 14      | Giorgi Shermadini (Iberostar Tenerife)          | 30         |
| 15      | Kassius Robertson (Monbus Obradoiro)            | 35         |
| 16      | Nikola Mirotić (Barça)                          | 41         |
| 17      | Melo Trimble (Urbas Fuenlabrada)                | 34         |
| 18      | Youssoupha Fall (TD Systems Baskonia)           | 38         |
| 19      | Giorgi Shermadini (Iberostar Tenerife)          | 33         |
| 20      | Tryggvi Hlinason (Casademont Zaragoza)          | 33         |
| 21      | Léonardo Meindl (Urbas Fuenlabrada)             | 44         |
| 22      | Mike Tobey (Valencia Basket Club)               | 34         |
| 23      | Bojan Dubljević (Valencia Basket Club)          | 29         |
| 24      | Walter Tavares (Real Madrid)                    | 37         |
| 25      | A. J. Slaughter (Herbalife Gran Canaria)        | 41         |
| 26      | Walter Tavares (Real Madrid)                    | 37         |
| 27      | Steven Enoch (Monbus Obradoiro)                 | 34         |
| 28      | Pau Ribas (Club Joventut Badalona)              | 39         |
| 29      | Ondřej Balvín (RETAbet Bilbao Basket)           | 36         |
| 30      | Youssou Ndoye (Coosur Real Betis)               | 33         |
| 31      | Rokas Giedraitis (TD Systems Baskonia)          | 40         |
| 32      | Kyle Alexander (Urbas Fuenlabrada)              | 36         |
| 33      | Ángel Delgado (Movistar Estudiantes)            | 36         |
| 34      | Vítor Benite (Hereda San Pablo Burgos)          | 43         |
| 35      | Nemanja Đurišić (Movistar Estudiantes)          | 33         |
| 36      | Viny Okouo (Acunsa GBC)                         | 36         |
| 37      | Giorgi Shermadini (Iberostar Tenerife)          | 31         |
| 38      | Vladimir Brodziansky (Club Joventut Badalona)   | 31         |

## Clubes de la ACB en competiciones Europeas
Estos son los equipos que participaron y sus resultados en competiciones europeas durante la temporada 2020-21:
| Equipo                  | Competición      | Progreso         |
| ----------------------- | ---------------- | ---------------- |
| Barça                   | Euroliga         | Subcampeón       |
| Kirolbet Baskonia       | Euroliga         | Liga regular     |
| Real Madrid             | Euroliga         | Playoffs         |
| Valencia Basket         | Euroliga         | Liga regular     |
| Club Joventut Badalona  | Eurocup          | Cuartos de final |
| MoraBanc Andorra        | Eurocup          | Top 16           |
| Herbalife Gran Canaria  | Eurocup          | Semifinales      |
| Unicaja                 | Eurocup          | Top 16           |
| Bilbao Basket           | Champions League | Fase de grupos   |
| Casademont Zaragoza     | Champions League | Tercer lugar     |
| Iberostar Tenerife      | Champions League | Cuartos de final |
| Hereda San Pablo Burgos | Champions League | Campeón          |